# 弗雷德里克·阿什顿
弗雷德里克·威廉·马林丹·阿什顿爵士（Sir Frederick William Mallandaine Ashton，OM CH CBE，1904年9月17日—1988年8月18日）是英国的芭蕾舞演员和编舞。他还在歌剧、电影和滑稽剧中担任过导演和编舞。
尽管遭到其传统中产阶级家庭的反对，但阿什顿仍然决心成为一名舞蹈家，他先后被莱昂尼德·马西尼和玛丽· 兰伯特收为学生。1926年，兰伯特鼓励他尝试编舞。尽管他从事跳舞事业仍然很成功，但他作为编舞家才变得出名。
阿什顿是妮妮特·德瓦洛瓦的首席编舞，从1935年直到她1963年退休。他们所在的公司先后被称为维克-威尔斯芭蕾舞团（Vic-Wells Ballet）、萨德勒的威尔斯芭蕾舞团（Sadler's Wells Ballet）和皇家芭蕾舞团。他接替德瓦洛瓦担任公司的经理，直到1970年退休。
阿什顿因创造了一种特别的英国芭蕾舞风格而广受赞誉。他最著名的作品有《正面》（1931年）、《交响变奏曲》（1946年）、《灰姑娘》（1948年）、《任性的女儿》（1960年）、《单调》I和II（1965年）、《谜变奏曲》（1968年）和芭蕾舞剧情长片《比阿特丽克斯·波特的故事》（1970年）。

## 生平与事业

### 早年
阿什顿出生在厄瓜多尔的瓜亚基尔，他是乔治·阿什顿（George Ashton，1864–1924）与其第二任妻子乔治亚娜（Georgiana，娘家姓福尔彻Fulcher，1869–1939）的五个孩子中的第四个。乔治·阿什顿曾担任中南美电缆公司（Central and South American Cable Company）的经理，以及英国驻瓜亚基尔大使馆的副领事。
1907年，他们家搬到了秘鲁的利马，在那里阿什顿进入了一所道明会学校。当他们1914年返回瓜亚基尔时，他上了一所英国殖民地儿童学校。对他影响最大的事之一，是担任罗马天主教大主教的祭坛男孩，这激发了他对仪式的热爱。另一件事，甚至是影响更大的事，是1917年他被带去看安娜·巴甫洛娃的舞蹈。他立即下定决心要成为一名舞蹈家。
在当时，跳舞并不是传统的英国家庭所能接受的职业。阿什顿后来回忆说：“我父亲感到害怕。您可以想象中产阶级的态度。我妈妈会说：‘他想登上舞台。’她不想让自己说‘跳芭蕾舞’。”阿什顿的父亲在1919年将他送到英格兰多佛学院，但他在那里感到痛苦不堪。他的同学嘲笑他是同性恋，以及带有明显的西班牙口音，因此他不适应1920年代初的小型公立学校。
他并不擅长文化学习，他的父亲决定，阿什顿在1921年离开学校时，应该加入一家商业公司。他曾在伦敦市的一家进出口公司工作，在那里他有一项优势，就是他的西班牙语和法语说得跟英语一样好。1924年1月，乔治·阿什顿自杀了。他的遗孀在经济上依靠弗雷德里克的哥哥们，他的哥哥们在瓜亚基尔的经营比较成功。她移居伦敦，与阿什顿和他妹妹伊迪丝（Edith）一起生活。

### 马西尼和兰伯特

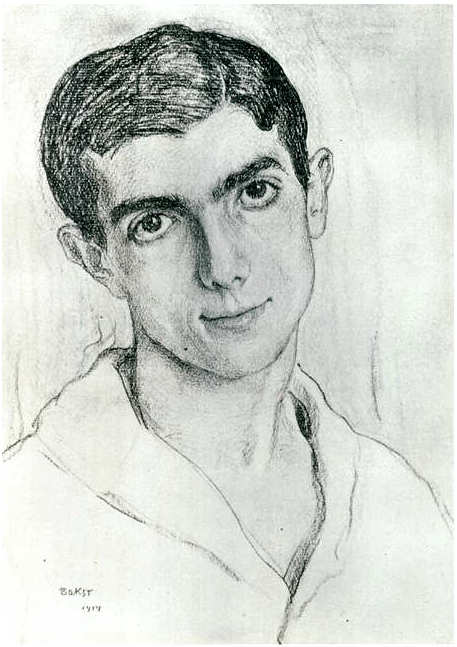
1914年的马西尼

尽管家里人反对（起初是秘密的），阿什顿仍追求自己职业舞蹈的志向。他去参加莱昂尼德·马西尼的面试，并成为其学生。当年他二十岁，对于马西尼收徒来说，二十岁已经不是一般的大了。马西尼离开伦敦后，阿什顿又被玛丽·兰伯特收为学生。兰伯特鼓励他尝试编舞。他的第一次尝试是1926年上演的滑稽剧，主管是奈杰尔·普雷费尔和兰伯特的丈夫阿什利·杜克斯。《观察家报》评论说：“有一部迷人的小芭蕾舞剧名为《时尚的悲剧，或猩红的剪刀》，尤金·古森斯先生最喜欢它的音乐。玛丽·兰伯特小姐扮演一位冒昧活泼的模特，而弗雷德里克·阿什顿先生则扮演一位分心的男人领舞。它是一件别致的琐事，就像普雷费尔先生的流行机构让您期望的一样。”服装和道具来自索菲·费多罗维奇，他继续与阿什顿合作超过20年，用他的话说，“不仅是我最亲密的朋友，也是我最伟大的艺术合作者和顾问”。
兰伯特试图拓宽其学生的视野，带他们去看贾吉列夫芭蕾舞团（Diaghilev Ballet）在伦敦的演出。它们对阿什顿产生了巨大的影响，尤其是布罗尼斯拉瓦·尼金斯卡的芭蕾舞剧《莱斯比奇》。1930年，阿什顿创作了一部创新的芭蕾舞剧《卡普里奥组曲》（Capriol Suite），使用了彼得·沃洛克1926年同名组曲的名字。其音乐基于16世纪的法国音乐，而阿什顿研究了该舞蹈的较早时期，并且创造了一个小时代，将“低音舞、帕凡舞、弦乐舞和花鼓舞交织在一起，糅合了强劲阳刚的跳跃和温文儒雅的双人舞。”次年兰伯特创建了芭蕾舞俱乐部，即芭蕾兰伯特的前身，以艾丽西娅·马克瓦作为芭蕾舞女演员，阿什顿作为主要编舞和领舞者之一。
阿什顿在1930年代初的芭蕾舞剧包括《拉佩里》（1931年）、《夏洛特夫人》（1931年）、《正面》（1931年）、《舞厅》（Foyer de danse，1932年）和《口罩》（1933年）。他还为西区的滑稽剧和音乐剧做出了贡献，包括为C·B·科克伦做的《猫与小提琴》（1932年），还有《盖·赫萨尔》（Gay Hussar，1933年）被《曼彻斯特卫报》评为“古典风格的既热烈又优美的舞蹈”。

### 维克-威尔斯
阿什顿与维克-威尔斯芭蕾舞团的创始人妮妮特·德瓦洛瓦的合作始于1931年，当时阿什顿为她创作了芭蕾舞喜剧《雷盖塔》（Regatta）。它收到的评价褒贬不一：《泰晤士报》认为，作为“一种轻佻的娱乐”，它很成功；但《曼彻斯特卫报》则认为，“它完全是失败的……绝对是一场糟糕的演出”。尽管如此，阿什顿这时已经成为了公认的才华横溢的编舞家，并在国内获得了声望，虽然在国际上还没有什么声望。

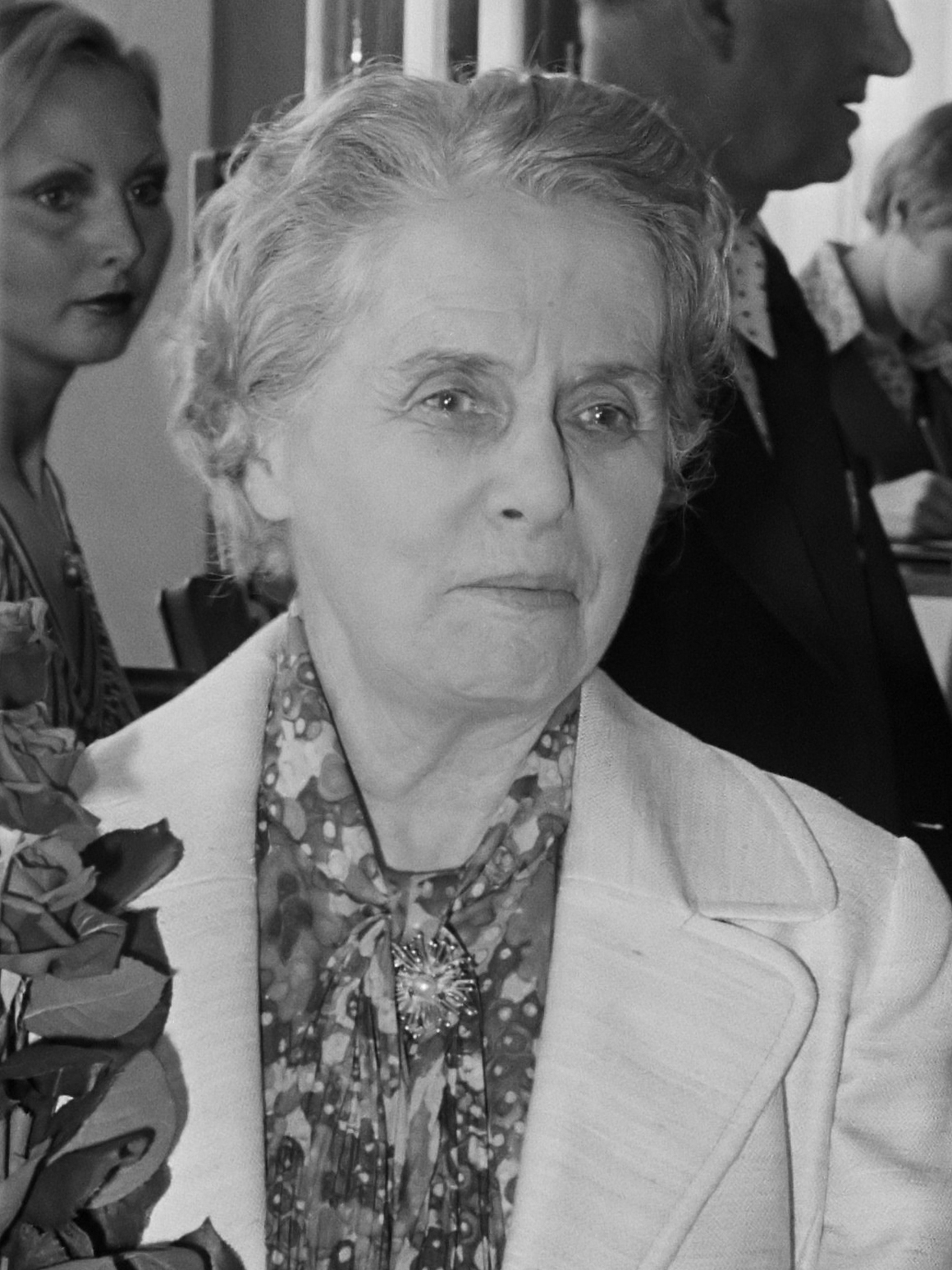
妮妮特·德瓦洛瓦，阿什顿从1931年开始与她合作

1933年，阿什顿为德瓦洛瓦及其公司（芭蕾舞团）设计了另一部作品《结缘》。罗伯特·格雷斯科维奇（Robert Greskovic）将该作品描述为“经典但空洞的短节目，展示了大裙摆的‘芭蕾女郎’和奔放的同伴。”:74该作品立竿见影地获得了成功，已被多次重排，并于2013年入选皇家芭蕾舞团建团八十周年保留曲目。1935年，德瓦洛瓦任命阿什顿为她公司的常驻编舞，在那里与他共事的有：从1931年至1947年担任音乐总监的康斯坦特·兰伯特，还有马克瓦、安东·多林和罗伯特·赫尔曼。:77《泰晤士报》将阿什顿在维克-威尔斯的第一年描述为富有成果的一段时期：“他1936年的《幻影》（Apparitions）在许多方面都能与马西尼的《幻想交响曲》（Symphonie Fantastique）相提并论，而那一年也看到了《夜曲》（Nocturne ）对戴留斯《巴黎》的触及。这些作品已经消失了，但第二年风趣的《婚礼花束》（A Wedding Bouquet）和《溜冰圆舞曲》仍在我们身边。”
尽管阿什顿有同性恋倾向，但他仍在1936–37年间与美国女继承人和名媛爱丽丝·冯·霍夫曼斯塔尔发生了婚外情。婚外情结束之后，她对阿什顿的爱仍在继续，尽管她之后又有了两次婚姻（都是与英国男同性恋）。
随着1930年代的发展，阿什顿的职业生涯开始向国际扩展。1934年他在纽约为维吉尔·汤姆森的歌剧《三幕四圣堂》编舞，1939年他第一次为外国公司（蒙特卡洛芭蕾舞团）创作了芭蕾舞剧：《魔鬼的假期》（Le Diable s'amuse）。他继续为其它艺术形式创作舞蹈，他创作的滑稽剧有《城镇对话》（The Town Talks）和《家与美》（Home and Beauty），歌剧包括克莱夫·凯里在萨德勒的威尔斯制作的《蝙蝠》，电影尤其是《不要离开我》（这是继四年前的《正面》之后，再次与威廉·沃尔顿合作）。

### 萨德勒的威尔斯和科文特花园
在第二次世界大战爆发前不久，后来的美国芭蕾剧院为阿什顿提供了一个在纽约的职位。但他拒绝了，并回到了德瓦洛瓦的公司，该公司不久后便改名为“萨德勒的威尔斯芭蕾舞团”。他创作了一些更为阴郁的作品，包括《但丁奏鸣曲》（Dante Sonata），它象征着黑暗之子与光明之子间无休止的争斗。在《芭蕾舞》杂志上，莱内特·黑尔伍德（Lynette Halewood）在2000年发表评论说：“阿什顿的其它作品没有那么令人不安且如此凄凉。”
1941年，阿什顿被征召服兵役。他被任命为英国皇家空军的军官，先是分析航空照片，后又作为情报官。在皇家空军期间，他偶尔被允许请假，以继续他的芭蕾工作。他与沃尔顿继续在《任务》（The Quest，1943）中进行合作。该剧的创作和上演都很仓促，沃尔顿后来说，从任何人的角度来看，它都不能算成功。它的主题是具有骑士精神的骑士，尽管沃尔顿觉得主演赫尔曼看上去更像龙，而不是圣乔治。就像1940年阿什顿-沃尔顿合作的《聪明的童女》一样，音乐保存了下来，但芭蕾舞却没有。
战争结束后，大卫·韦伯斯特邀请德瓦洛瓦将她的公司从萨德勒的威尔斯，迁至科文特花园的皇家歌剧院，与他正在建立的新歌剧公司作伴。:59–60阿什顿在公司新址的第一部芭蕾舞剧是《交响变奏曲》（1946年）。历史学家蒙塔古·哈特勒希特写道：“这是为歌剧院和该公司的舞蹈家们创作的杰作，几乎定义了一种英国舞蹈的风格。”:73尽管科文特花园的舞台比萨德勒的威尔斯大得多，但阿什顿仍将自己限制在六位舞者，由玛格·芳登和迈克尔·萨默斯领衔。该作品从一开始就很成功，一直到2013年都是保留剧目。
另一部无情节的芭蕾舞剧是《芭蕾舞团》（1947年），至今仍是保留剧目。1948年，在德瓦洛瓦的敦促下，阿什顿为英国公司创作了他的第一部大型三幕芭蕾舞剧，即普罗科菲耶夫《灰姑娘》的阿什顿版本。最初的演员包括饰演灰姑娘的莫伊拉·希勒、饰演王子的萨默斯、饰演小丑的亚历山大·格兰特、异性扮演灰姑娘姐姐的阿什顿和赫尔曼。一些评论家评论说，阿什顿尚未完全掌控全长的芭蕾舞剧，在编舞方面存在间歇性弱点，但是那两个姐姐的喜剧却一直受到观众的喜爱。芭蕾舞评论家劳拉·雅各布斯称之为“天国秩序的闹剧”（slapstick of a celestial order），并回想起她和她的纽约评论家朋友都“对这部发光的芭蕾舞剧无言以对”。
在1940年代末、1950年代初，阿什顿更加频繁地为其它芭蕾舞团工作。他为巴黎芭蕾舞团（Ballets de Paris）创作的作品有：1949年为布里顿的《布里奇变奏曲》创作的《莱昂诺之梦》（Le Rêve de Léonor）；为纽约市芭蕾舞团创作的作品有：1950年为布里顿的《光明》创作的《光明》（Illuminations）和1952年为阿诺德·巴克斯的范德花园创作的《在廷塔杰尔野餐》（Picnic at Tintagel）。他还为电影创作舞蹈，包括《魔宮艷舞》（1951年）和《三个爱情故事》（1953年）。他也导演歌剧，在格林德伯恩导演了布里顿的《阿尔伯特·赫林》（1947年），在科文特花园导演了马斯内的《马农》（1947年）和格鲁克的《奥菲斯》（1953年），由约翰·巴比罗利爵士担任指挥，凯瑟琳·费里尔主演。
阿什顿为德瓦洛瓦的公司创作的第二部全长芭蕾舞剧是《希尔薇娅》（1952年）。阿什顿的传记作者凯瑟琳·索莱·沃克认为，这一部不如《灰姑娘》，但当时的评论家几乎毫无保留地称赞它。2005年，评论家詹妮·舒尔曼（Jennie Schulman）回顾了纽约的重演，称其“重磅炸弹”、“光芒四射”，“其编舞之丰富，甚至可以取悦最挑剔的上帝和最苛刻的芭蕾演员”。
阿什顿的第三部全长芭蕾舞剧是1955年为丹麦皇家芭蕾舞团创作的《罗密欧与朱丽叶》。该剧取得了巨大的成功，但阿什顿拒绝尝试在考文特花园演出这部舞剧，他认为该剧院及其舞台都太大了，因为他对故事进行了紧凑处理。:181直到1985年，它才在伦敦上演，当时它是由伦敦节日芭蕾舞团排演的，而不是在考文特花园。

### 皇家芭蕾舞团
1956年10月，伊丽莎白二世向萨德勒的威尔斯芭蕾舞团颁发特许状，给与其“皇家芭蕾舞团”（the Royal Ballet）的称号，从1957年1月15日起生效。:179这是对该公司取得卓越成就的认可：在国际上被广泛认为，是“俄罗斯之外的顶尖公司”。德瓦洛瓦仍然担任公司的经理，阿什顿则担任首席编舞。

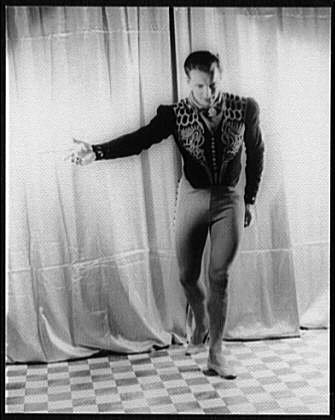
安东尼·都铎受阿什顿的邀请，为考文特花园工作

阿什顿最著名的芭蕾舞之一是1960年为皇家芭蕾舞团创作的《女大不中留》。与该剧同名的第一部芭蕾舞剧于1789年在法国上演，19世纪有多个后续版本上演，使用的音乐由不同的作曲家作曲。按照惯例，阿什顿进行了仔细的研究，决定使用费迪南·埃罗尔德的音乐（1828年），并由约翰·兰伯里根据其它版本改编而成。沃克谈到这部作品时说：“他坚持原始场景，但他创造的新编舞赏心悦目，这是古典芭蕾与英格兰民间舞蹈最快乐的融合，而奥斯伯特·兰开斯特令人愉悦的设计与法国乡村生活紧密相关。”此举立即获得了成功，此后演出该剧的公司不仅包括皇家芭蕾舞团，还包括其它十个欧洲国家，以及澳大利亚、加拿大、香港、新西兰、南非和美国的公司。
德瓦洛瓦1963年退休时，阿什顿接替她担任经理。他负责的时间被视为黄金时代。在他的领导下，芭蕾舞团被认为可与世界上任何其它地方的芭蕾舞团相媲美，甚至超越了它们。他继续用自己的新作品来增加剧目，并说服他以前的导师布罗尼斯拉瓦·尼金斯卡重启她的《母鹿》和《婚礼》，他还演出了他另一位导师马西尼的《玛泽尔·安哥特》。他还引进了英格兰同时代的艺术家安东尼·都铎（他在美国更为知名）来上演新旧作品。芭蕾舞评论家约翰·珀西瓦尔（John Percival）认为，尽管公司在阿什顿的领导下获得了无数荣耀，但他并不适合管理，对管理也不感兴趣，并且缺乏德瓦洛瓦的战略规划天赋（尽管他在这些方面比他的继任者肯尼斯·麦克米伦更强）。珀西瓦尔认为，从长远来看，这会削弱公司的实力。阿什顿在担任经理期间为公司完成的作品包括：《梦》（1964年，为安东尼·道威尔和安托瓦内特·西布利创作）、三人舞《单调2》（1965年）、《爵士日历》（1968年）和《谜语变奏曲》（合照的朋友，My Friends Pictured Within，1968年）。
韦伯斯特定于1970年从皇家歌剧院的总经理任上退休，他决定在离开的同时更换两家公司的领导层。歌剧公司的音乐总监乔治·索尔蒂希望专注于担任芝加哥交响乐团的指挥，并不想续签他与考文特花园之间将于1971年到期的合同。阿什顿经常告诉同事他很向往自己的退休生活，但韦伯斯特突然宣布退休却使他很受伤。:341韦伯斯特于1970年7月退休，迈克尔·萨默斯、约翰·哈特和莱斯利·爱德华兹为他组织了一场欢送晚会。
韦伯斯特退休后，阿什顿偶尔编几场短芭蕾舞，较长的只有两部：电影《比阿特丽克斯·波特的故事》，该片于1970年制作、1971年发行；《乡村一个月》（1976年）是一部单幕作品，时长约四十分钟，是由屠格涅夫的礼俗喜剧改编而来。自该作品首演以来，每十年都会定期重新演出。
1985年，阿什顿的同伴马丁·托马斯（Martyn Thomas）在一场车祸中丧生，阿什顿因此倍受打击，从那以后他一直都没有完全康复，最后几年身心俱损。他于1988年8月19日在萨福克郡的乡间别墅中从睡梦中去世，8月24日在萨福克郡亚克斯利的圣玛丽教堂下葬。

## 编舞
阿什顿创作了八十多部芭蕾舞剧。在他的谁是谁条目中，他标识的最著名作品包括：
全长芭蕾舞剧
- 《灰姑娘（英语：Cinderella (Ashton)）》（1948年）
- 《希尔薇娅》（1952年）
- 《罗密欧与朱丽叶》（1955年）–为丹麦皇家芭蕾舞团创作。
- 《昂丁（英语：Ondine (ballet)）》（1958年）
- 《女大不中留（英语：La fille mal gardée (Ashton)）》（1960年）

短作品
| - 《正面》（1931年） - 《幻影》（Apparitions，1936年） - 《溜冰圆舞曲》（1937年） - 《婚礼花束》（A Wedding Bouquet，1937年） - 《星座》（1938年） - 《交响变奏曲》（1946年） - 《芭蕾舞团》（1947年） - 《光明》（Illuminations，1950年） - 《达夫尼与克罗埃》（Daphnis and Chloe，1951年） - 《生日礼物》（1956年） | - 《两只鸽子》（1961年） - 《玛格丽特和阿曼德》（1963年） - 《梦》（1964年） - 《小交响乐团》（Sinfonietta，1967年） - 《爵士日历》（1968年） - 《谜变奏曲》（1968年） - 《走向天堂花园》（The Walk to the Paradise Garden，1972） - 《乡村一个月》（1976年） - 《狂想曲》（1980年） - 《各种异想天开》（Varii Capricci，1983年） |

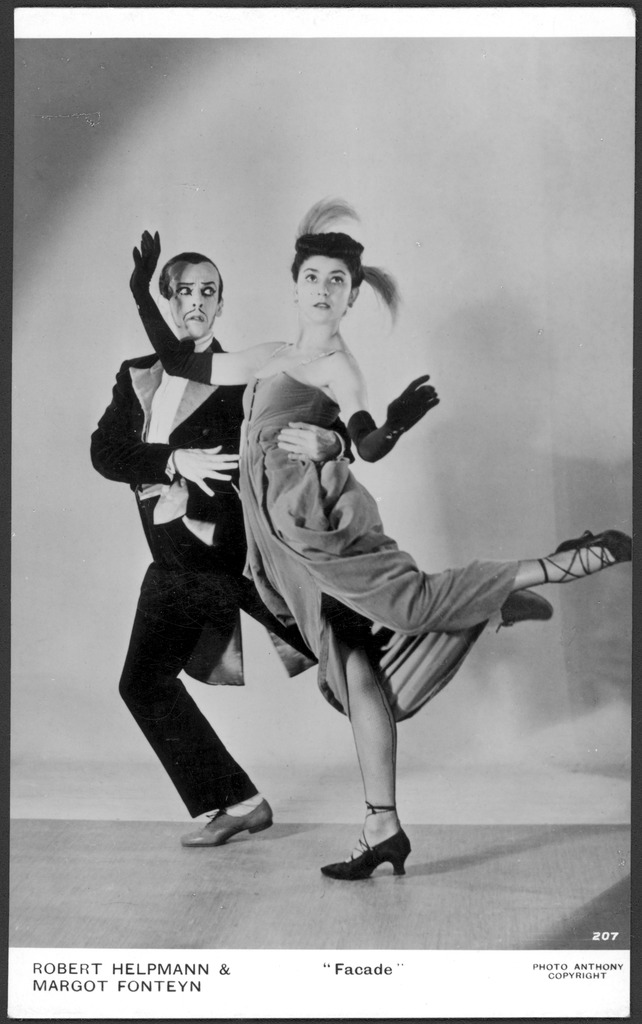
赫尔曼和芳登在《正面》中的探戈-帕索多布尔（Tango-Pasodoble）

阿什顿其它著名的芭蕾舞剧包括： 
- 《拉瓦尔斯（英语：La valse）》（1958年）
- 《单调1和2（英语：Monotones (ballet)）》（1965年）
- 《比阿特丽克斯·波特的故事（英语：The Tales of Beatrix Potter）》（1970年电影）
- 《沉思曲》（1971年）
- 《春之声（英语：Voices of Spring (Ashton)）》（1977年）

### 弗雷德步
阿什顿在其许多芭蕾舞作品中都加入了他的标志性脚步，被舞者称为“弗雷德步”（the Fred step）。大卫·沃恩将其定义为。阿德里安·格拉特（Adrian Grater）扩大了这个定义，将过渡运动也包括在内；用贝内什运动标记转写如下：
这是基于安娜·巴甫洛娃在她经常表演的礼节中所使用的舞步。艾丽西娅·马尔科娃在1994年回忆道，阿什顿首次使用该舞步是在一部短芭蕾舞中，该舞是奈杰尔·普莱费尔1930年制作的《婚姻模式》的终场舞。在阿什顿1931年的《正面》中还没有见到它，但此后这就成了他编舞的特色。评论家阿拉斯泰尔·麦考利写道：
 弗雷德步经常被藏起来。他可以把它给与芭蕾舞演员（安托瓦内特·西布利在1983年的《各种异想天开》中饰演拉·卡普里齐奥撒），也可以给与作为配角的舞者（1946年的《交响变奏曲》）。他可以将其给与农民芭蕾舞团（1952年的《希尔薇娅》），给与初级舞者（在他为1979年的电影《来自会飞的树干的故事》创作的蔬菜芭蕾中的一对洋蓟），或者给与一个小角色（1964年的《梦》中的蛾子）。通常，舞台上其它地方的动作会分散眼睛的注意力。在不同情形下，它都在某些方面（特别是其结束）有所变化，因此整个步伐似乎已变形。
（[T]he Fred step is often tucked away. He may give it to the ballerina (Antoinette Sibley as La Capricciosa in Varii Capricci, 1983) or to supporting dancers (Symphonic Variations, 1946). He may give it to a corps de ballet of peasants (Sylvia 1952), to junior dancers (a pair of dancing artichokes in the … vegetable ballet he made for the 1979 film "Stories from a Flying Trunk"), or to a minor character (Moth in The Dream, 1964). Often the eye is distracted from it by action elsewhere onstage. In each instance, it is changed in some aspect (particularly its conclusion), so that the entire step seems metamorphosed.）
阿什顿本人在《灰姑娘》中以那个胆小姐姐的角色跳出了这一舞步。:233后来，阿什顿为芳登的六十岁生日晚会创作了《情书》（Salut d'amour），并和芳登在考文特花园一起跳了该舞步的轻柔版。皇家芭蕾舞团在其网站上展示了这一舞步，由公司的芭蕾舞女演员乌苏拉·哈格利（Ursula Hageli）进行了解释，舞蹈由罗曼尼·帕达克（Romany Pajdak）表演。

## 遗产
阿什顿将许多芭蕾舞剧的版权留给了朋友和同事，其中包括芳登（《达夫尼与克罗埃》和《昂丁》）、道威尔（《梦》和《乡村一个月》）、迈克尔·萨默斯（《灰姑娘》和《交响变奏曲》）、亚历山大·格兰特（《女大不中留》和《正面》）、安东尼·戴森（Antony Dyson，《谜变奏曲》和《单调》）和布莱恩·肖（《溜冰圆舞曲》和《结缘》）。而其它芭蕾舞剧的版权，他大部分都留给了他的外甥安东尼·拉塞尔-罗伯茨，也即皇家芭蕾舞团在1983至2009年间的行政总监。
为了延续阿什顿及其芭蕾舞剧的遗产，弗雷德里克·阿什顿基金会（Frederick Ashton Foundation）于2011年成立。它独立于皇家芭蕾舞团，但又与其密切合作。

## 荣誉
阿什顿在英国获得的国家荣誉包括大英帝国勋章（1950年）、下级勋位爵士（1962年）、名誉勋位（1970年）和功绩勋章（1977年）。从其它国家获得的荣誉包括法国荣誉军团勋章（1960年）和丹麦国旗勋章（1964年）。1959年，他获得了皇家舞蹈学院的伊丽莎白二世女王加冕奖。他还获得了伦敦城市自由（1981年），并接受了杜伦大学（1962年）、东英吉利亚大学（1967年）、伦敦大学（1970年）、赫尔大学（1971年）和牛津大学（1976年）的荣誉博士学位。

## 扩展阅读
- Anderson, Zoë.  [皇家芭蕾舞团——75年]. 伦敦: 费伯出版社. 2006. ISBN 0571227953 （英语）.
- 佐伊·多米尼克（英语：Zoë Dominic）; John Selwyn Gilbert.  [弗雷德里克·阿什顿：编舞家和他的芭蕾舞]. 伦敦: 哈拉普（英语：George G. Harrap and Co.）. 1971. ISBN 024550351X （英语）.
- Franchi, Cristina.  [弗雷德里克·阿什顿——皇家芭蕾舞团创始编舞]. Royal Opera House heritage series. 伦敦: 奥伯龙（英语：Oberon Books）. 2004. ISBN 1840024615 （英语）.
- Morris, Geraldine.  [风格网络：发现弗雷德里克·阿什顿的编舞动作]. 吉尔福德: 萨里大学. OCLC 53605132 （英语）.